# Coregonus maxillaris
Coregonus maxillaris is een straalvinnige vissensoort uit de familie van de zalmen (Salmonidae) en de onderfamilie houtingen. Het is een endemische vissoort in Zweden; de vis wordt daar storsik genoemd. De wetenschappelijke naam van de soort is voor het eerst geldig gepubliceerd in 1866 door Albert Günther.

## Herkenning
Deze houting kan 50 cm lang worden, de vis onderscheidt zich van andere houtingsoorten in dezelfde wateren door 18 tot 23 kieuwboogaanhangsels en een onderstandige bek.

## Verspreiding en leefgebied
De vis komt voor in een aantal Zweedse meren waaronder het Storuman, Siljan,Vänern, Locknesjön, Storvindeln , Vojmsjön en het Övre Särvsjön. Daar houdt de vis zich op in dieper water. Ze paaien tussen oktober en februari in 1 tot 10 m diep water boven stenige waterbodems of boven grind.

## Status
Er zijn geen schadelijke fatoren bekend die de populaties bedreigen, daarom staat deze soort als niet bedreigd op de Rode Lijst van de IUCN.